# Philopterus hansmuenchi
Philopterus hansmuenchi är en insektsart som först beskrevs av Eichler och Vasjukova 1981.  Philopterus hansmuenchi ingår i släktet fjäderlingar, och familjen fjäderlöss. Arten är reproducerande i Sverige.